# ピーター・ハーヴェイ
ピーター・ハーヴェイ（Brian Peter Harvey,1951-）は、イギリスの現代仏教学者。英国サンダーランド大学仏教学の名誉教授。英国仏教研究協会（UK Association for Buddhist Studies）をイアン・ハリス教授と共同で設立し、雑誌 Buddhist Studies Reviewの編集者を務めている。

## キャリア
ハーヴェイは、英国ランカスター大学でニニアン・スマート（Ninian Smart, 宗教学者）の指導の下、Ph.Dを取得した。著書にAn Introduction to Buddhism（ケンブリッジ大学出版）があり、初版は55,000部以上を売り上げた。またハーヴェイは無我についての著書 The Selfless Mind: Personality, Consciousness and Nirvana in Early Buddhism, 、An Introduction to Buddhist Ethics（ケンブリッジ大学出版局）を出版している。
上座部仏教に関する論文は多くの査読付き雑誌に掲載されているが、幅広い仏教研究への貢献としては、タイのマハーチュラロンコーンラージャヴィドゥャ大学が配布している上座部仏教、大乗仏教、金剛乗仏教のテキストのアンソロジーがある 。
ハーヴェイは引退するまで、サンダーランド大学の仏教学の教授を務めていた。